# Síťový přepínač

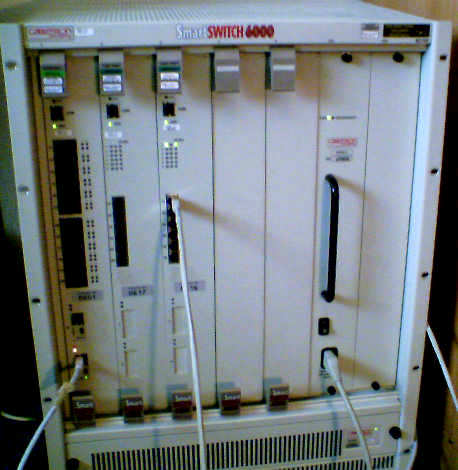
Switch s třemi síťovými moduly a zdrojem.

Síťový přepínač, častěji i v našem prostředí označovaný anglicky switch, je v informatice aktivní prvek v počítačové síti, který propojuje jednotlivé prvky do hvězdicové topologie. Přepínač obsahuje větší či menší množství síťových portů (až několik stovek), na něž se připojují síťová zařízení nebo části sítě. Přepínač přeposílá síťový provoz jenom do těch směrů, do kterých je to potřeba, čímž se odlišuje od jednoduššího hubu.

## Způsoby přeposílání rámců
- store and forward – Koncepčně pracují způsobem „store and forward“ – rámec z jednoho rozhraní přijmou, uloží si do vyrovnávací paměti, prozkoumají jeho hlavičky, zkontroluji FCS a následně odvysílají do příslušného rozhraní.
- cut-through switching – Současné přepínače ale tento proces často optimalizují, takže k analýze hlaviček dochází, jakmile dorazí začátek rámce. Ani s vysíláním do cílového rozhraní se nečeká, až dorazí celý rámec, ale zahajuje se co nejrychleji, aby zpoždění rámce v přepínači bylo minimální.
- fragment free – přepínač začne přeposílat rámec až po přijetí 64 bytů, kdy je jisté, že na daném segmentu nevznikla kolize – má význam v případě, kdy je do přepínače připojen hub.
- adaptive switching – automatické přepínání mezi metodami cut-through switching a store and forward.

## Ethernet switch

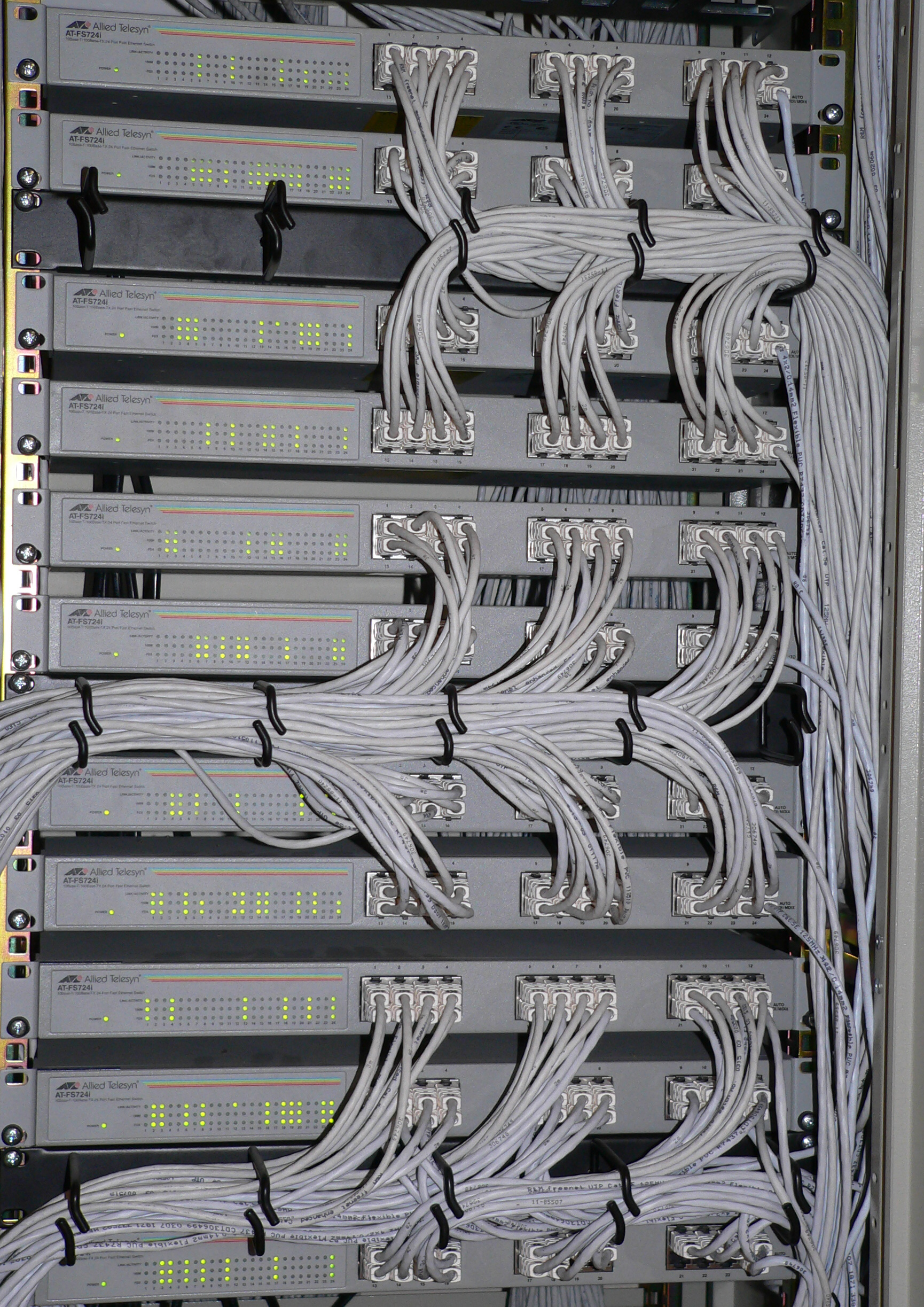
Sada přepínačů v racku.

S přepínačem se nejčastěji setkáváme jako s aktivním prvkem v síti Ethernet realizované kroucenou dvojlinkou. Zde nahradil dříve používané huby (rozbočovače), které signál jednoduše kopírovaly do všech ostatních rozhraní. Pracuje zde na 2. vrstvě OSI modelu. To vedle vyššího výkonu (stanice připojené k různým rozhraním přepínače navzájem nesoutěží o médium) znamená přínos i pro bezpečnost sítě, protože médium již není sdíleno a data se vysílají jen do rozhraní, jímž je připojen jejich adresát.
Adresování se přepínač učí automaticky z procházejícího provozu, konkrétně z adres odesilatelů uvedených v rámcích, které do přepínače přicházejí. Používá se algoritmus Backward Learning Algorithm. Z těchto údajů si přepínač automaticky plní tabulku identifikující cílová rozhraní pro jednotlivé adresy. Pokud přepínač dostane k doručení rámec směřující na jemu dosud neznámou adresu, chová se jako hub a rozešle rámec do všech ostatních rozhraní. Lze očekávat, že oslovená stanice pravděpodobně odpoví a přepínač se tak vzápětí dozví, kde se nachází.
Ethernetové přepínače mají problém se smyčkami v síti, vytvářenými za účelem redundance. Pokud síť obsahuje smyčku (mezi dvěma uzly existuje více než jedna cesta), mohou pakety od stejného odesilatele přicházet chaoticky z různých rozhraní, a dokonce tentýž paket může do přepínače dorazit několikrát. Přepínač není v takovém prostředí schopen rozpoznat, kde se co nachází. Tento problém řeší přepínače mechanismem zvaným Spanning Tree Protocol, kterým se dohodnou na nepoužívání některých tras tak, aby ze sítě zmizely smyčky. Vytvoří se minimální kostra sítě dosahující do všech jejích míst. Když dojde ke změně v topologii (např. rozpojení některé linky), bude aktivována některá z dosud odstavených tras tak, aby nový strom nadále pokud možno pokrýval celou síť. Tyto změny se ovšem nedějí okamžitě, je zde jisté zpoždění.
Přepínače dnes často nabízejí i některé pokročilejší funkce, jako například
- management – možnost upravovat nastavení přepínače pomocí telnetu nebo webového rozhraní (HTTP)
- VLAN – podpora virtuálních sítí
- SNMP – vzdálená správa zařízení, hlášení určitých stavů a situací apod.
- Shortest Path Bridging – se záměrem zjednodušit vytváření a konfigurování sítí s možností vícecestného směrování.

## LAN switching
Kromě klasických přepínačů (tzv. layer 2), které pracují na linkové vrstvě, existují i pokročilejší přepínače, které rozhodují o cíli přijatého rámce na základě informací z vyšších síťových vrstev a složitějších pravidel. Pokud je rozhodnutí založeno na IP adrese, označují se takové přepínače jako layer 3. Je-li rozhodnutí prováděno nejen podle IP adresy, ale i podle čísla síťového portu, označují se jako layer 4. Číslo zde označuje pořadí síťové vrstvy v referenčním modelu ISO/OSI.

## ATM switch
V síti ATM představují přepínače základní stavební kameny sítě. Mají úlohu podobnou jako směrovače v IP – hledají cesty pro přepravu paketů a zajišťují ji. ATM je ovšem služba spojovaná, proto ATM přepínač hledá cestu k cíli jen při navázání spojení. V případě úspěchu si ji poznamená do předávacích tabulek. Jednotlivé datové buňky pak předává velmi rychle na základě jimi nesených identifikátorů (VPi,VCi), podle nichž pozná příslušnost k dříve navázanému spojení.